# Mancomunitat Intermunicipal Quart-Benager
1. REDIRECCIÓ Mancomunitat Intermunicipal Quart-Benàger